# Hypodynerus nigricornis
Hypodynerus nigricornis är en stekelart som beskrevs av Sievert Allen Rohwer 1913. Hypodynerus nigricornis ingår i släktet Hypodynerus och familjen Eumenidae. Inga underarter finns listade i Catalogue of Life.